# Da komm’ ich her
Da komm’ ich her ist das Debütalbum des österreichischen Sängers Andreas Gabalier. Es erschien am 29. Mai 2009 beim Plattenlabel Koch Universal.

## Entstehung und Veröffentlichung
Die Titel des Albums wurden neben Gabalier selbst von Christian Maier und Mathias Roska produziert und geschrieben. Das Album wurde für einen Amadeus als Album des Jahres nominiert. Mit dem Albentitel So liab hob i di erzielte Gabalier Platz 8 mit 22 Punkten beim 24. Grand Prix der Volksmusik 2009. Der Albentitel Amoi seg’ ma uns wieder, der den Suizid seines Vaters und seiner Schwester thematisiert, wurde 2014 im Zuge der Bekanntheit der Musikshow Sing meinen Song – Das Tauschkonzert als Single ausgekoppelt.

## Titelliste
| #  | Titel                         | Autor(en)                       | Produzent(en)   | Dauer |
| -- | ----------------------------- | ------------------------------- | --------------- | ----- |
| 01 | Mit dir                       | Andreas Gabalier                | Christian Maier | 3:20  |
| 02 | So liab hob i di              | Mathias Roska, Andreas Gabalier | Mathias Roska   | 3:20  |
| 03 | Steirerland (Remastered 2009) | Andreas Gabalier                | Mathias Roska   | 4:20  |
| 04 | Auf der Alm                   | Andreas Gabalier                | Mathias Roska   | 4:35  |
| 05 | Fesche Madln                  | Andreas Gabalier                | Mathias Roska   | 2:48  |
| 06 | That’s Life                   | Mathias Roska, Mitch Keller     | Mathias Roska   | 3:45  |
| 07 | Obersteirer                   | Andreas Gabalier                | Mathias Roska   | 3:54  |
| 08 | Meine Heimat                  | Andreas Gabalier                | Mathias Roska   | 3:28  |
| 09 | In deine Arm zu liegn         | Andreas Gabalier                | Mathias Roska   | 4:27  |
| 10 | Ohne di                       | Andreas Gabalier                | Mathias Roska   | 3:17  |
| 11 | Amoi seg’ ma uns wieder       | Andreas Gabalier                | Mathias Roska   | 3:59  |
| 12 | Steirerland                   | Andreas Gabalier                | Christian Maier | 4:23  |
| 13 | So liab hob i di (Unplugged)  | Mathias Roska, Andreas Gabalier | Mathias Roska   | 3:15  |

## Rezeption

### Chartplatzierungen
| ChartsChartplatzierungen | Höchstplatzierung | Wochen |
| ------------------------ | ----------------- | ------ |
| Deutschland (GfK)        | 33 (18 Wo.)       | 18     |
| Österreich (Ö3)          | 4 (295 Wo.)       | 295    |
| Schweiz (IFPI)           | 19 (16 Wo.)       | 16     |

| ChartsJahrescharts (2009) | Platzierung |
| ------------------------- | ----------- |
| Österreich (Ö3)           | 31          |

| ChartsJahrescharts (2010) | Platzierung |
| ------------------------- | ----------- |
| Österreich (Ö3)           | 34          |

| ChartsJahrescharts (2011) | Platzierung |
| ------------------------- | ----------- |
| Österreich (Ö3)           | 4           |

| ChartsJahrescharts (2012) | Platzierung |
| ------------------------- | ----------- |
| Österreich (Ö3)           | 20          |

| ChartsJahrescharts (2013) | Platzierung |
| ------------------------- | ----------- |
| Österreich (Ö3)           | 62          |

| ChartsJahrescharts (2014) | Platzierung |
| ------------------------- | ----------- |
| Österreich (Ö3)           | 42          |

### Auszeichnungen für Musikverkäufe
| Land/Region        | Auszeichnungen für Musikverkäufe (Land/Region, Auszeichnung, Verkäufe) | Verkäufe |
| ------------------ | ---------------------------------------------------------------------- | -------- |
| Deutschland (BVMI) | Platin                                                                 | 200.000  |
| Österreich (IFPI)  | 5× Platin                                                              | 100.000  |
| Schweiz (IFPI)     | Gold                                                                   | 15.000   |
| Insgesamt          | 1× Gold · 6× Platin ·                                                  | 315.000  |